# بیت‌لحم
بِیتْ‌لَحْم (به عبری: בֵּית לֶחֶם بِت لِخِم به‌معنای خانهٔ نان) مرکز استان بیت‌لحم در کرانه باختری است که زیرنظر تشکیلات خودگردان فلسطین اداره می‌شود. این شهر قطب فرهنگی و گردشگری فلسطین به‌شمار می‌رود.
بیت‌لحم اهمیت ویژه‌ای برای مسیحیان دارد زیرا محل تولد عیسای ناصری است. این شهر چندین کلیسا را در خود جای داده است که کلیسای مهد یکی از مهم‌ترین آنهاست و باور می‌رود مسیح در آنجا متولد شده که سال ۳۳۰م توسط فلسطینیان باستان ساخته شده است.

## جغرافیا

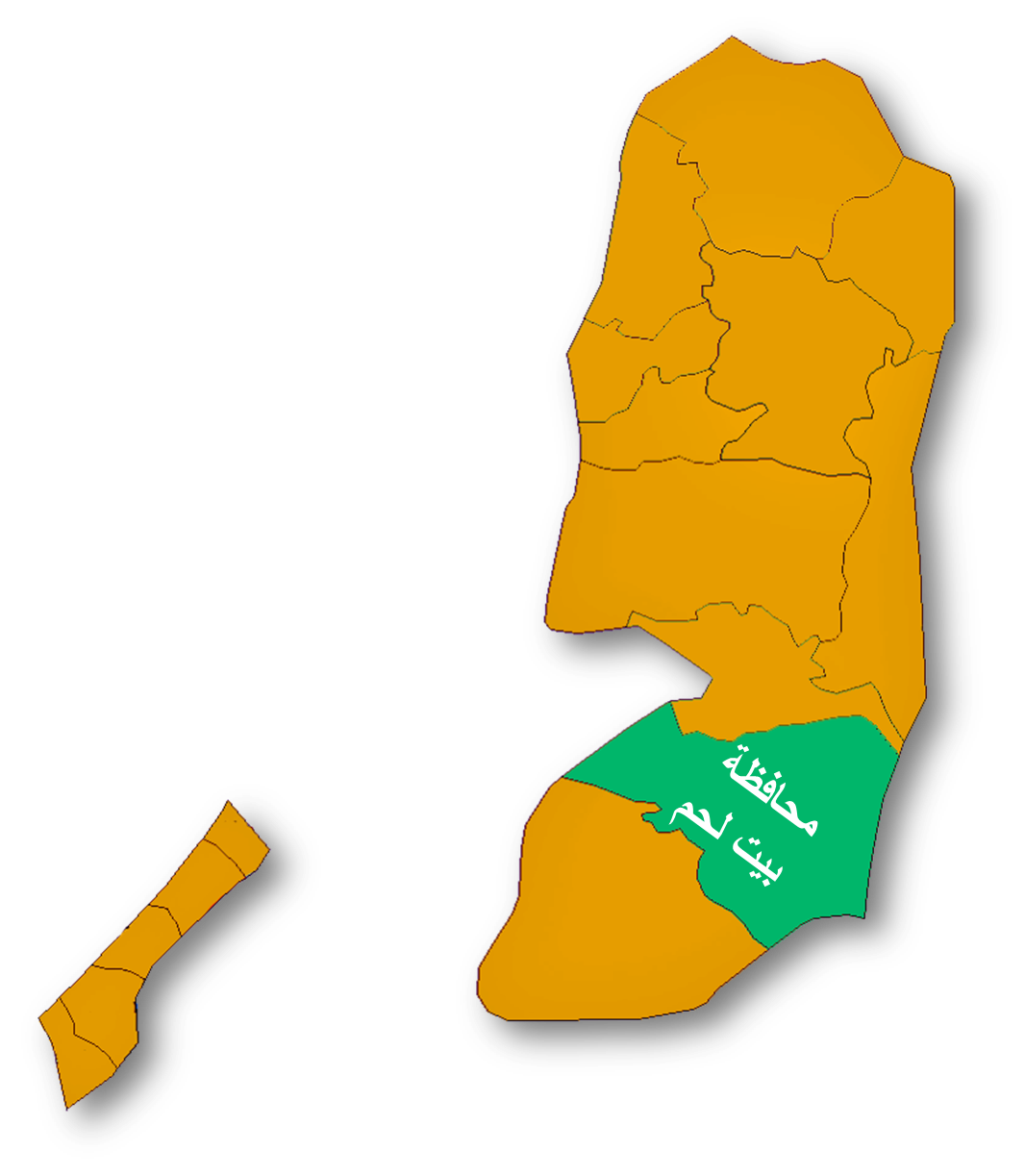

شهر بیت‌لحم در ۱۰ کیلومتری جنوب اورشلیم و در ارتفاع ۷۶۵ متری از سطح دریا قرار گرفته است. نزدیک‌ترین راه دسترسی به بیت‌لحم از دنیای خارج، دروازه دمشق در اورشلیم است. این دروازه حدود ده کیلومتر با بیت‌لحم فاصله دارد.

## ساختار جمعیتی

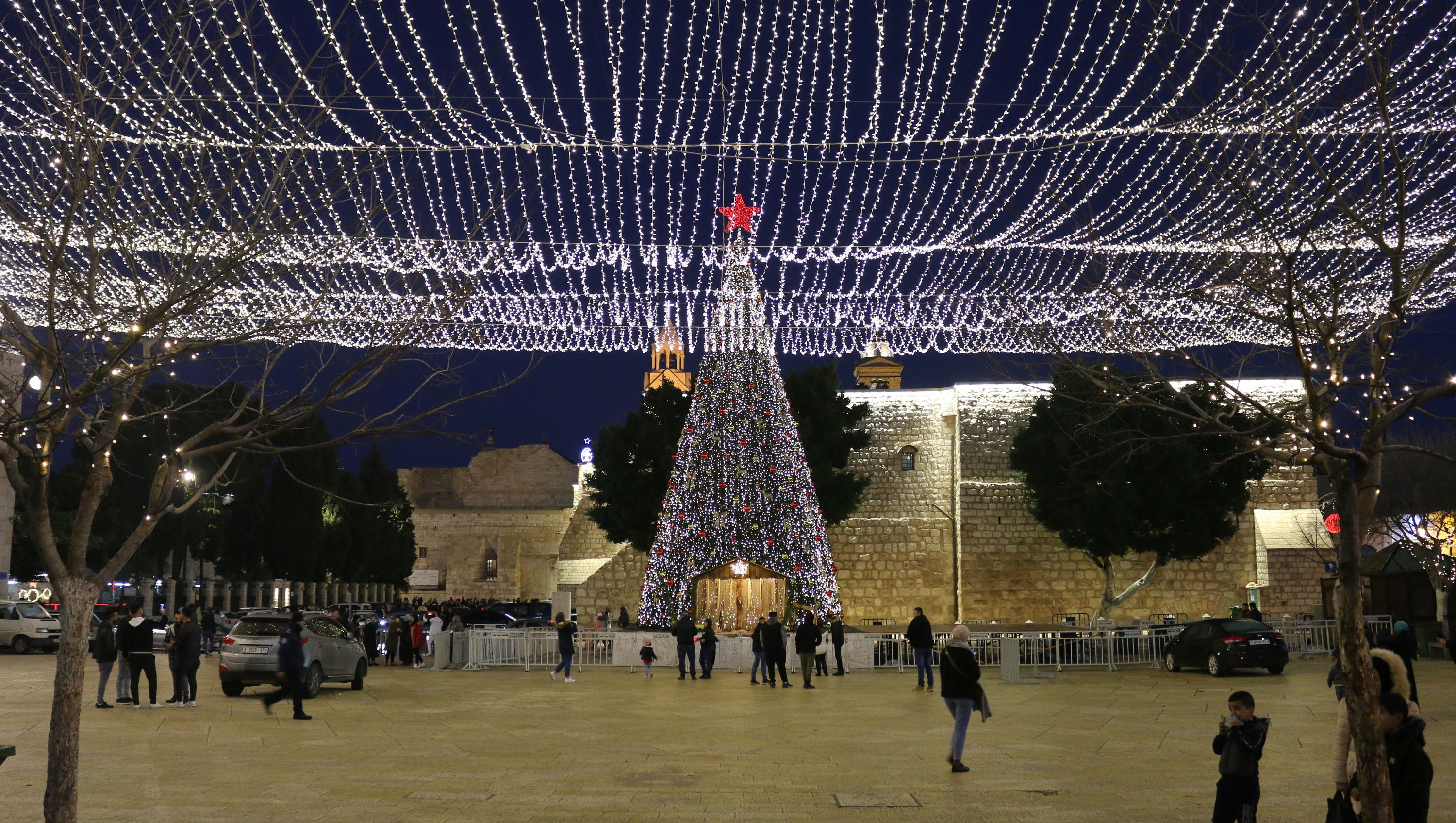
میدان اصلی بیت لحم در ژانویه ۲۰۲۰

در بیت‌لحم یکی از کهن‌ترین اجتماعات مسیحی ساکن بوده‌اند. اما اکنون بیشتر ساکنان مسلمان اند و کوچ اقلیت مسیحی نیز در سال‌های اخیر به دلایل سیاسی-اقتصادی و نتایج منفی محدودیت‌های اعمالی از سوی اسرائیل به کرانهٔ باختری، شتاب گرفته است.

## پیشینه
این شهر ارزش شایانی برای مسیحیان جهان دارد. بر پایه متون مذهبی مسیحی، شهر بیت‌لحم زادگاه عیسی مسیح است. همچنین مقبره راحیل، همسر یعقوب نیز که یکی از اماکن مقدسه یهودیت است نیز در ورودی شمالی این شهر قرار دارد و توسط نیروهای اسراییلی محافظت می‌شود.
بیت لحم همچنین خانهٔ یکی از بزرگ‌ترین اجتماعات مسیحی فلسطینی در خاورمیانه است. گفته می‌شود که بیت لحم «بزرگ‌ترین جامعه مسیحی خاورمیانه» را دارد.

## شهرهای خواهر

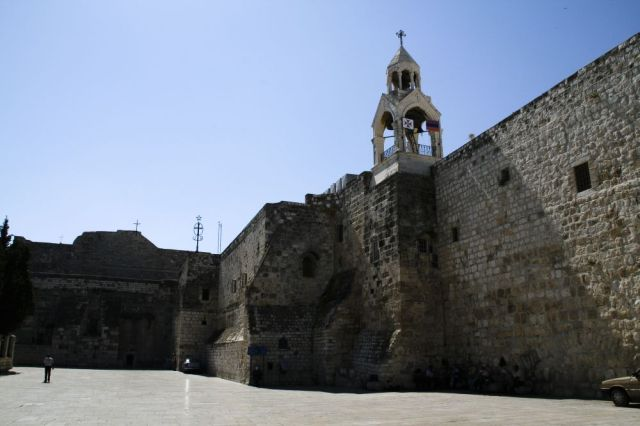
تصویری از ساختمان بیرونی کلیسای مهد.

| - رباط، مراکش - سارپسبورگ، نروژ - آتن، یونان - کلن، آلمان - میلان، ایتالیا - آسیزی، ایتالیا - پاویا، ایتالیا - گلاسکو، اسکاتلند، بریتانیای کبیر | - برلینگتون، ایالات متحده آمریکا - ساراگوسا، اسپانیا - لگانس، اسپانیا - لاهه، هلند - ویلا آلمانا، شیلی - کانسپسیون، شیلی - ورونا، ایتالیا |  |